# 集安市
集安市（しゅうあん-し）は中華人民共和国吉林省通化市に位置する県級市。

## 地理
集安市は吉林省南東部、長白山南麓に位置する。東南は鴨緑江を隔てて北朝鮮と、北は通化県、通化市及び白山市と、南西は遼寧省寛甸県及び桓仁県と接す。対朝鮮三大辺境口岸の一つで、対岸は満浦市。1937年に建設された集安鴨緑江国境鉄道大橋が架かっている。
森林が全市総面積の三分の二を占め、朝鮮人参、ニホンジカ等の多彩な動植物を特産とする。年平均気温6°C、降水量900mm。中朝国境をなす川の鴨緑江がここを流れ、中朝共有の雲峰と水豊の二つの大型水力発電所が建設されている。

## 歴史
前漢の武帝により玄菟郡の管轄とされた。3年には高句麗は都城を五女山城から集安市内の国内城へ遷都、209年には更に付近の丸都山城へ遷都し、427年に平壌に遷都するまでの424年間高句麗の都城が設置され、当時の遺跡が現在でも多く残されている。
高句麗が滅亡すると唐朝は哥勿州都督府を設置、その後は渤海・遼・金・元の統治を受けた。清代になると長白山は「龍脈」とされ禁封地とされ、集安地区への立ち入りが制限された。清末になると次第に開発が進められ1902年（光緒28年）に輯安県が設置され、1965年に集安県と改名、1988年には県級市に昇格し集安市と改称されて現在に至る。
その豊富な歴史遺産により1994年に国家歴史文化名城に指定されている。

## 行政区画
4街道、9鎮、1郷、1民族郷を管轄：
- 街道弁事処：団結街道、黎明街道、通勝街道、城東街道
- 鎮：青石鎮、楡林鎮、花甸鎮、頭道鎮、清河鎮、台上鎮、財源鎮、大路鎮、太王鎮
- 郷：麻綫郷
- 民族郷：涼水朝鮮族郷

## 文化と観光
- 国家歴史文化名城：集安
- 集安博物館
- 高句麗遺跡公園
- 禹山貴族墓地

五盔墳
四盔墳
三室墓
馬槽墓
- 山城下貴族墓地
- 麻線墓区

麻線一合墓
西大墓
千秋墓
- 下解放墓区

環紋墓
冉牟墓
- 臨江墓
- 舞踊墓
- 角觝墓
- 太王陵
- 長川墓群
- 全国重点文物保護単位

2004年、遼寧省桓仁満族自治県の五女山城と共に「高句麗前期の都城と古墳」として世界遺産へ加えられた。
洞溝古墓群
高句麗王族と貴族の陵墓である。階段ピラミッド状の将軍墳がその代表である。また直ぐ北側には将軍墳1号陪墳がある。
丸都山城
市区北側の丸都山の上に位置し、高句麗の戦時首都として、平城としての国内城の相補関係を構成していた。
国内城
国内城は集安市区部に相当し、西面・北面及び四隅の城壁の保存状態が良好である。
広開土王碑
- 筏登島 - 集安市の鴨緑江に面したモーターボート乗り場から船に乗って、北朝鮮領の同島を間近で見られる。

## 交通

### 鉄道
- 中国国家鉄路集団
  - 梅集線（吉林省梅河口～集安）
    - 集安駅

  - 集安鴨緑江国境鉄道大橋

### 道路
- 高速道路
  -  集双高速道路（中国語版）
  -  本集高速道路（中国語版）
- 国道
  -  G303国道（集安～シリンホト市）
  -  G331国道
  -  G506国道（中国語版）

## 集安の調査
- 1883年　日本陸軍参謀本部員陸軍大尉・酒匂景信が訪れ広開土王碑の拓本を日本に持ち帰る。
- 1905年秋　日本軍の護衛を受けて鳥居龍蔵（当時は東京帝国大学講師）が訪れる。
- 1907年、フランスの学者シャヴァンヌ（1865～1935）がヨーロッパ人としては初めて踏査。
- 1913年秋　関野貞、今西龍が調査。
- 1984年7月11日～13日　東北大学の研究者が中心となって編成した仙台市日中友好協会吉林省訪問団が日本人として戦後初めて好太王碑を見学。
- 1984年11月　江上波夫ら一行5人が訪問。